# Float (pel·lícula)
Float és una pel·lícula dramàtica canadenca del 2023 dirigida per Sherren Lee. La pel·lícula és protagonitzada per Andrea Bang com a Waverly, una jove amb una relació tensa amb els seus pares que decideix passar l'estiu abans de començar la universitat allotjant-se amb la seva tieta a la ciutat costanera de Holden, on té un embolic amb un socorrista, en Blake (Robbie Amell), quan ell li fa classes de natació. S'ha subtitulat al català.
La pel·lícula va ser escrita per la mateixa Lee i Jesse LaVercombe, com a adaptació d'una història de Wattpad de l'escriptora Kate Marchant.El personatge de Waverly no va ser escrit com a persona d'ascendència asiàtica a la història original, però Lee va optar per escriure-la d'aquesta manera per poder inspirar-se en alguns dels seus propis antecedents culturals.
La pel·lícula es va estrenar al Festival Internacional de Cinema de Vancouver de 2023 i es va projectar a la Competició de Narrativa Canadenca del Festival Internacional de Cinema de Calgary.
Es va estrenar comercialment el 9 de febrer de 2024.